# Sebastian Deisler
Sebastian Deisler, född 5 januari 1980 i Lörrach, är en tysk före detta professionell fotbollsspelare (mittfältare).
Deisler kom fram som stor talang och slog igenom i EM 2000. Hans karriär har efter det kantats av skador och sjukdomar (bland annat depression) vilka gjort att han missat både VM 2002 och EM 2004. Efter att tagit sig tillbaka från sin senaste skada var han med och förde Tyskland till en tredjeplats i FIFA Confederations Cup 2005 Men den 16 januari 2007 meddelade han att han slutar med fotboll vid 27 års ålder.

## Meriter
- 36 A-landskamper för Tysklands fotbollslandslag (till och med 20 juli 2006)
- FIFA Confederations Cup: 2005
  - Brons 2005